# Watażkowe
Watażkowe (ukr. Ватажкове) – wieś na Ukrainie, w obwodzie połtawskim, w rejonie połtawskim, w hromadzie Tereszky. W 2001 liczyła 486 mieszkańców.